# Ceryx giloloensis
Ceryx giloloensis är en fjärilsart som beskrevs av Obraztsov 1957. Ceryx giloloensis ingår i släktet Ceryx och familjen björnspinnare. Inga underarter finns listade i Catalogue of Life.